# Мулим'я (річка)
Мулим’я (рос. Мулымья) — річка у Росії, ліва притока Конди (басейн Обі), тече на заході Ханти-Мансійського автономного округу.

## Фізіографія
Мулим’я утворюється злиттям річок Північна Мулим’я (справа) і Мутом (зліва) на північному сході Совєтського району Ханти-Мансійського автономного округу на висоті 86 м над рівнем моря. Обидві складові річки витікають одного і того ж самого болота за 30 км на північний схід від цього місця на кордоні з Октябрським районом, на висоті 120–130 м над рівнем моря.
Річка тече по Кондинській низовині на західному краї Західно-Сибірської рівнини переважно у південному напрямку, подекуди відхиляючись до заходу і сходу. Русло дуже звивисте, особливо у середній течії. Береги середньої і нижньої течії дуже заболочені і покриті великою кількістю озер; особливо крупні за площею озера розташовані в лівобережжі середньої течії на вододілі з річкою Великий Тап — також лівою притокою Конди. 
Мулим’я зливається з Кондою за 2 км нижче по її течії від однойменного селища Мулим’я на висоті 43 м над рівнем моря. У гирлі має близько 50 м завширшки; швидкість плину 0,3 м/с.
Довжина Мулим’ї 608 км, площа водозбірного басейну 7 810 км². Річка має рівнинний характер на всьому протязі. Значні притоки: Картоп’я, Супра, Велика Олим’я — праві, Лова — ліва.
Живлення мішане з переважанням снігового. Замерзає у жовтні, скресає у травні. Регулярно трапляються замори риби.

## Інфраструктура
Єдине постійне поселення в басейні Мулим’ї — селище Супра (населення станом на 2008 рік лише 11 осіб) — розташоване на її лівій притоці Супрі за 2 км від гирла. Однойменне з річкою селище Мулим’я (нас. 1500 осіб) знаходиться на березі Конди за 2 км вище гирла Мулим’ї. Річка та її басейн лежать у межах Совєтського і Кондінського районів Ханти-Мансійського автономного округу.
В околицях Мулим’ї існують значні родовища нафти, які інтенсивно експлуатуються з 1960-х років. Ґрунтові дороги, що існують удовж Мулим’ї та її приток, обслуговують нафтопромисли.
Річка несудноплавна.